# Zvornik
Zvornik (in cirillico serbo Зворник)  è una città e comune nel nord-est della Bosnia ed Erzegovina con 63 686 abitanti al censimento 2013.
La città giace sulla riva occidentale della Drina al confine tra Bosnia ed Erzegovina e Serbia.

## Società
Secondo il censimento delle autorità dell'Impero austro-ungarico risalente al 1910 nella città di Zvornik erano presenti 732 case e 3 688 abitanti: 
- 2098 musulmani (bosgnacchi),
- 754 serbi,
- 185 cattolici (croati),
- 9 luterani,
- 148 ebrei
- 498 militari dell'Impero.

L'ultimo censimento ufficiale del 1991 mostrava i seguenti dati:
Comune di Zvornik - totale: 81.295
- Bosgnacchi - 48.102 (59,16%)
- Serbi - 30.863 (37,96%)
- Iugoslavi - 1.248 (1,53%)
- Croati - 122 (0,15%)
- Altri - 960 (1,18%)

Città di Zvornik - totale: 14.584
- Bosgnacchi - 8.854 (60,71%)
- Serbi - 4.235 (29,03%)
- Iugoslavi - 944 (6,47%)
- Croati - 76 (0,52%)
- Altri - 475 (3,25%)

La composizione etnico-religiosa a seguito della guerra è cambiata molto, infatti i serbi ora rappresentano la grande maggioranza della popolazione.